# Нове (Виченца)
Нове (итал. Nove) је насеље у Италији у округу Виченца, региону Венето.
Према процени из 2011. у насељу је живело 4599 становника. Насеље се налази на надморској висини од 81 м.

## Становништво
Према резултатима пописа становништва 2011. у општини је живело 5.069 становника.
| 1931. | 1936. | 1951. | 1961. | 1971. | 1981. | 1991. | 2001. | 2011. |
| ----- | ----- | ----- | ----- | ----- | ----- | ----- | ----- | ----- |
| 2.554 | 2.569 | 2.945 | 3.403 | 4.373 | 4.784 | 4.698 | 4.865 | 5.069 |

## Партнерски градови
- Welkenraedt